# Слепоочен дял
Слепоочният дял (lobus temporalis) е един от четирите дяла на крайния мозък. Изграден е от три успоредно вървящи извивки: gyrus temporalis superior, gyrus temporalis medius и gyrus temporalis inferior. Те са разделени от двете бразди sulcus temporalis superior и sulcus temporalis inferior. Слепоочният дял е отделен отгоре от челния и теменния дял от дълбоката бразда sulcus lateralis.
Този дял отговаря за паметта, слуха – една от най-важните му задачи, тъй като там се намира последният участък от слуховия път, който отговаря за предаването на сигналите от сетивните клетки в кохлеята. В слепоочния дял се намира така нареченият център на Вернике, отговорен за разбирането на устна или писмена реч.